# Tatiana Moisejeva
Tatiana Jurjevna Moisejeva, född den 7 september 1981, är en rysk skidskytt.
Moisejeva deltog vid junior-VM 2001 och vann där distansloppet samt var med i det ryska lag som vann guld i stafett. Sedan säsongen 2003/2004 har hon deltagit i världscupen och som bäst blivit tvåa vid tre tillfällen (t.o.m. dec 2007). 
Moisejeva slutade 4:a i sprinten under VM i Östersund 2008 och deltog även i Rysslands stafettlag som också slutade 4:a. Dock så lämnade hon ett positivt dopingprov efter ett av VM loppen. Senare framkom dock att Moisejeva tagit ett medel mot ögoninflamation som framkallat det positiva dopingresultatet. Därmed diskas hon inte.